# 카라칼파크인
카라칼팍인(카라칼파크어: Qaraqalpaqlar)은 중앙아시아의 튀르크족계 유목민족 중 하나다.  "카라칼팍"은 "검은 모자"라는 뜻이다.  오늘날 인구는 62만 명 정도이며, 그 중 대부분인 50만 여명이 우즈베키스탄 서북부의 카라칼파크스탄에 산다.